# Río Negro (Chile)
Río Negro ist eine Kommune im Süden Chiles. Sie liegt in der Región de los Lagos rund 38 km südlich von Osorno und 6 km südlich der Straße Ruta 5. Die Kommune hat eine Fläche von 1266 km² und eine Bevölkerung von 14.732 Einwohnern (7204 Frauen und 7528 Männer entsprechend Zählung von 2002).
Die Kommune grenzt im Norden an die Stadt Osorno und San Juan de la Costa. Im Osten grenzt sie an die Stadt Puerto Octay und im Westen an den Pazifischen Ozean sowie im Süden an Purranque.
Der Name Río Negro bedeutet im Spanischen Schwarzer Fluss. Er wurde von den Spaniern aus der Sprache Mapudungun der Mapuche übernommen, wo das Wort Curuleufu das Gleiche bedeutet.

## Geschichte
Im 19. Jahrhundert war die Kommune eine große Siedlung zwischen den Orten Chahuilco und Purranque. Die Siedlung nannten die Ureinwohner Curileufu. Die Kommune wurde am 12. März 1896 nach einer Landschenkung von Jose Miguel Alderete gegründet. Der erste Bürgermeister war Pedro González.
Koordinaten: 40° 47′ S, 73° 12′ W